# Die kleinen Strolche: Pups Is Pups
Pups Is Pups (in Deutschland auch bekannt als Farina und die 200 Mäuse) ist eine US-amerikanische Kurzfilm-Komödie mit den Kleinen Strolchen unter Regie von Robert F. McGowan. Es war der 100. Film der Kleinen Strolche und wurde 2004 ins National Film Registry aufgenommen.

## Handlung
Wheezer ist stolz auf seine Hundebabys, mit welchen er Verstecken und andere Dinge spielt. Er hat die Welpen so abgerichtet, dass wenn er mit einer kleinen Glocke klingelt, sie zu ihm kommen – weil sie denken, es würde Essen geben. Durch eine Hinterhältigkeit von zwei anderen Jungen laufen ihm die Hundebabys davon und verstreuen sich über die Stadt. Wheezer macht sich auf der Suche nach seinen geliebten Hundebabys. Unterdessen besucht der Rest seiner Freunde eine High-Society-Tierschau in einem feinen Hotel, wo Farina als Page angestellt wurde. Die Kinder bringen wilde Tiere wie Frösche, Mäuse, Enten und sogar ein Schwein mit, jedoch sind nur Zuchttiere für den Wettbewerb zugelassen. Unter den snobhaften Anwesenden sorgen die wilden Tiere für Empörung und Tumulte, sodass schließlich sogar die Polizei einschreitet.
Wegen des Chaos wird Farina letztlich von den Veranstaltern gefeuert und mit den anderen Kinder werden aus dem Hotel geworfen. Unterdessen sucht Wheezer immer noch nach seinen Hundebabys, welche auf Klingeln hören und zu ihm kommen, wenn sie es hören, weil sie dann denken, es würde Essen geben. Leider hören sie auf jede Art von Klingeln, sodass die Welpen in der Stadt herumirren. Schließlich wartet der verzweifelte Wheezer bei der Kirche und als die Kirchturmuhr schlägt, kommen sie schließlich unverhofft zu ihm zurück.

## Hintergrund
Der Film wurde zwischen dem 21. April und dem 9. Mai 1930 in den Hal Roach Studios in Culver City und auf weiteren Geländen umzu gedreht. Pups is Pups bedeutete das Filmdebüt für die fünfjährige Dorothy DeBorba, welche im Film als ein Running Gag regelmäßig in eine Pfütze springt und deshalb ständig ihre Kleider wechseln muss. In den folgenden drei Jahren gehörte DeBorba zu den regelmäßigen Darstellern und war die „Leading Lady“ der Serie. Außerdem kommt Leroy Shields Jazz-Hintergrundmusik erstmals für die Kleinen Strolchen zum Einsatz. Die Musikthemen "Teeter Totter", "Wishing", "Hide & Go Seek", "On To The Show" und "Confusion" wurden später ebenfalls in anderen Roach-Produktionen eingesetzt, nicht nur bei den Kleinen Strolchen, sondern auch z. B. bei Laurel und Hardy eingesetzt.
Die industrielle Kulisse hinter dem Spielplatz der Kinder wurde durch Matte Paintings erreicht, was ungewöhnlich aufwendig für einen normalen Film der Kleinen Strolche war. Häufig betrug das Budget der Kurzfilme nämlich nur rund 20.000 US-Dollar.

## Kritiken
Die New York Times schrieb zum Film: „Als wahrhaft erfreulicher Two-Reeler kombiniert ‚Pups is Pups‘ meisterhaft Slapstick, Wortwitz und Pathos in einem eleganten, unterhaltsamen Paket.“

## Auszeichnung
2004 erfolgte – stellvertretend für die gesamte Serie – die Aufnahme von Pups Is Pups ins National Film Registry als „kulturell, historisch oder ästhetisch signifikant“.